# Portrait de Vincent Ier de Gonzague, duc de Mantoue
Le Portrait de Vincent Ier de Gonzague, duc de Mantoue est une peinture à l'huile sur toile (108 × 88,20 cm) autrefois attribuée au peintre flamand Frans Pourbus le Jeune, et datée de 1600. Le tableau appartient aux collections du Kunsthistorisches Museum de Vienne, et est déposé au château d'Ambras.
Ce portrait a fait partie de la Collection Gonzague.